# Al Qaeda en el subcontinente indio
Al Qaeda en el subcontinente indio (en árabe: جماعة قاعدة الجهاد في شبه القارة الهندية, romanizado: Jamā'at Qā'idat al-Jihād fī Shibh al-Qārrah al-Hindīyah) o Grupo de la Base de la Yihad en el subcontinente indio generalmente abreviado como AQIS, es una organización militante islamista que tiene como objetivo luchar contra los gobiernos de Pakistán, Afganistán, India, Birmania y Bangladés para establecer un estado islámico. El grupo militante también ha manifestado sus intenciones de atacar objetivos estadounidenses en el subcontinente indio. Este grupo está catalogado como organización terrorista por las Naciones Unidas, Estados Unidos, Canadá, Pakistán e India.

## Historia

### Antecedentes
Antes de unirse bajo AQIS, había varias facciones yihadistas simpatizantes a Al Qaeda operando en Pakistán, Bangladés y Afganistán. Una de estas facciones operaba en Karachi (Pakistán), y fue responsable de numerosos ataques en la ciudad. El 11 de diciembre de 2014, AQIS publicó un informe detallando estos ataques. Los ataques se dirigieron a la policía local, un profesor y un bloguero.

### Sucursal de Al Qaeda en el subcontinente indio
El 3 de septiembre de 2014, Aymán az Zawahirí, líder de Al Qaeda, anunció el establecimiento de una nueva sucursal en el subcontinente indio en un video de 55 minutos publicado en línea. Durante el anuncio, Zawahirí declaró que se habían necesitado dos años para reunir a varias facciones yihadistas en el nuevo grupo, y presentó a Asim Umar, un ciudadano indio y ex comandante de Tehrik-i-Taliban Pakistan (TTP), como su Emir. El anuncio también presentó al portavoz del grupo, Usama Mahmoud, quien elogió a los comandantes militantes como Amjad Farooqi, Ilyas Kashmiri y Hassan Ghul. Farooqi fue asesinado por las fuerzas de seguridad pakistaníes. Kashmiri y Ghul fueron asesinados por ataques con aviones no tripulados estadounidenses en Pakistán.
El 11 de diciembre de 2014, la policía pakistaní arrestó a Shahid Usman, el jefe del ala de al-Qaeda en Karachi, ya otras cuatro personas en Karachi junto con armas y 10 kg de explosivos. Ustad Ahmad Farooq, emir adjunto de AQIS, fue asesinado el 15 de enero de 2015 tras un ataque con aviones no tripulados estadounidenses en Waziristán del Sur. Qari ‘Imran, miembro del Consejo Shura gobernante del grupo, fue asesinado el 5 de enero de 2015 en un ataque con drones en Waziristán del Norte.
En julio de 2018, Estados Unidos había designado a Asim Umar como terrorista mundial.
A pesar del anuncio de Zawahirí, Al Qaeda no pudo lograr una presencia directa en India. Aunque algunos habitantes de Cachemira fueron arrestados por ayudar a Al Qaeda en el país, no hay evidencia de ninguna presencia relevante organizada del grupo en la región. Específicamente, no ha habido ningún registro de reclamo territorial, actividad grupal o secuestro de funcionarios civiles o gubernamentales por parte de Al Qaeda. Algunos expertos también sugieren que Al Qaeda tiene vínculos con algunos grupos faccionistas locales de Cachemira para propagar la insurgencia en el estado indio de Jammu y Cachemira. El primer ministro indio, Narendra Modi, dijo a CNN en una entrevista con Fareed Zakaria que los musulmanes indios no serían aliados con Al Qaeda por su patriotismo, modernidad y alfabetización con la Unión India.
El 23 de septiembre de 2019, los funcionarios afganos anunciaron que habían matado a Asim Umar, el jefe de al-Qaeda en el subcontinente indio, durante una incursión militar conjunta de Estados Unidos y Afganistán en la provincia de Helmand en Afganistán. 40 civiles afganos y otros 6 militantes de Al Qaeda también murieron en este ataque.